# La Ville à prendre
Pour plus de détails, voir Fiche technique et Distribution.
La Ville à prendre est un film français réalisé par Patrick Brunie et sorti en 1979.

## Fiche technique
- Titre : La Ville à prendre
- Réalisation : Patrick Brunie
- Scénario : Patrick Brunie et Jean-Luc Ormières
- Photographie : Olivier Guéneau et Philippe Tabarly
- Son : Jean-Marcel Milan
- Montage : Arnaud Boland, Sheherazade Saadi et Claire Simon
- Musique : Patrice Moullet - Chanson : Catherine Ribeiro
- Production : Confédération française démocratique du travail - Les Films de l'Atelier
- Pays :  France
- Genre : Documentaire
- Durée : 90 minutes
- Date de sortie : France - 25 avril 1979

## Distribution
- Serge Marquand
- Jacques Rispal
- Rufus (voix)